# Rufo Gamazo
Rufo Gamazo Rico (Villalonso, province de Zamora, 1923 – Madrid, 2014) était un journaliste, romancier et haut fonctionnaire espagnol. 
Sous le franquisme, il collabora à divers journaux, dont en particulier El Día de Tenerife dans les années 1950, où il se lia d’amitié avec Arias Navarro, alors gouverneur civil des Canaries et futur chef de gouvernement. À partir de 1958, il assuma la direction d’officines franquistes de régulation de la presse et intervint plusieurs fois comme assistant personnel d’Arias Navarro, sans pour autant cesser ses activités journalistiques. Il fut aussi l’un des chroniqueurs attitrés de la municipalité de Madrid.

## Biographie

### Journaliste dans la presse franquiste
Natif d’un petit bourg de campagne dans la province de Zamora, Rufo Gamazo s’inscrivit en janvier 1946, à l’âge de 22 ans, à l’École de journalisme de Madrid, et publia dans le principal journal de sa province d’origine, El Correo de Zamora, son premier article, consacré à une thématique locale (les tripiers de son village natal),,.
Pendant son service militaire, qu’il effectuait dans le régiment d’infanterie Toledo nº 35 cantonné à Zamora, il collabora au quotidien Imperio, établi dans la même ville, où il côtoyait le dessinateur et humoriste Miguel Gila. Il y réalisait des reportages et des entretiens, rédigeait des critiques de théâtre, et fut même l’auteur de quelques commentaires sur les évangiles. Le règlement militaire lui faisant alors interdiction de signer de son propre nom, il usait du pseudonyme de Don Puro,.
En 1950, il fut nommé directeur de l’information à la revue barcelonaise La Prensa, que dirigeait Antonio Sánchez Gómez, fondateur de la revue ¡Hola!, et où Rufo Gamazo réalisait chaque jour un entretien et un reportage,. Engagé comme professeur à l’École de journalisme de Barcelone, il y enseigna la technique du titrage, la mise en page et la typographie. Parmi ses élèves, dont quelques-uns étaient des journalistes déjà chevronnés, mais désireux d’obtenir la carte de presse, figuraient notamment Ángel Zúñiga, critique de théâtre et de cinéma à La Vanguardia, et les hommes de télévision Luis Carandell et Luis Ezcurra Carrillo.
En 1953, Rufo Gamazo publia El diablo fuera de juego (littér. le Diable hors jeu), roman ayant pour sujet la vie dans le séminaire et la perte de la vocation religieuse, et dont la vente fut interdite à Zamora en raison des « circonstances environnantes » (circunstancias de ambiente), selon les termes d’un ordre du directeur général de l’Information expédié par télégramme au gouvernement civil ; le livre, qui avait reçu la cote « quatre », c’est-à-dire avait été catalogué comme « gravement dangereux », eut une édition pirate au Venezuela.
De 1953 à 1958, il exerça comme directeur du quotidien El Día de Santa Cruz de Tenerife, où il signait la rubrique journalière En media columna, fort prisée du public. De cette époque date son amitié avec Carlos Arias Navarro, futur président du gouvernement et alors gouverneur civil de la province,,. Toujours durant son séjour aux Canaries, il travailla aussi comme correspondant de guerre et, de même que Luca de Tena, Calvo Hernando, Santamaría et d’autres, se rendit à la noël 1957, en qualité d’envoyé spécial pour le compte de l’agence de presse Fiel, sur le territoire contesté d’Ifni, où il avait l’accréditation du capitaine général des Canaries López Valencia,. Ses chroniques marocaines étaient reproduites dans quatorze périodiques appartenant à la presse du Mouvement national.
À partir de 1958, il contribua également au journal phalangiste Arriba,, pour lequel il rédigeait quotidiennement une chronique d’actualité, à côté de comptes-rendus de voyage et même d’articles de boxe.

### Fonctions officielles
Après son passage au journal Arriba, Rufo Gamazo fut nommé à la tête de la Direction technique de la presse et des moyens de communication sociale de l’État, auquel titre il avait sous sa tutelle 28 journaux répartis sur tout le territoire espagnol.
À partir de 1958, le destin professionnel de Rufo Gamazo allait se trouver indissociablement lié à Arias Navarro, qu’il allait en effet assister comme conseiller à la Direction générale de sécurité, puis à la municipalité de Madrid en 1965, au ministère de l’Intérieur en 1973, et enfin, dans les derniers jours du régime de Franco, comme conseiller personnel du président du gouvernement,,.
En février 1974, il fut nommé directeur du département de presse à la Délégation nationale à la presse et à la radio du Mouvement national.
Rufo Gamazo fut aussi collaborateur de la revue municipale Villa de Madrid, dont la parution commença en 1957. Il fut admis à l’Instituto de Estudios Madrileños et eut des rapports fréquents avec les Cronistas de la Villa, corporation honorifique bénévole, dont les titulaires sont désignés par la municipalité madrilène et pour le compte de laquelle Rufo Gamazo officia comme directeur de presse et comme secrétaire,. Il contribuait parallèlement au journal La Opinión de Zamora.
Selon ses propres dires, c’est lui qui avait rédigé le texte de l’allocution télévisuelle par laquelle Arias Navarro annonça au pays le 20 novembre 1975 le décès du Caudillo, y compris la phrase emblématique « Españoles, Franco ha muerto ».

## Récompenses
Rufo Gamazo était récipiendaire de nombreuses décorations et distinctions, dont entre autres : la croix du Mérite civil ; la croix du Mérite militaire ; la croix du Mérite aéronautique ; le croix de l’ordre de Cisneros ; et la croix de l’Ordre de l’infant Dom Henri le navigateur, décernée par le gouvernement portugais. Il était également porteur du titre de Fils de prédilection (Hijo predilecto) de Villalonso.
Il était membre de la Fondation nationale Francisco Franco et l’un des rédacteurs de son Boletín. Le 30 novembre 2013 lui fut octroyé le titre de chevalier d’honneur de ladite Fondation.

## Vie privée et décès
Rufo Gamazo était marié à Isidora Mercedes Barrueco-Zamora, avec qui il eut plusieurs enfants.
Après son décès à Madrid le 4 juin 2014 et à l’issue de l’office funèbre en l’église de Santa María de la Esperanza, dans la banlieue nord de la capitale, les restes de Rufo Gamazo furent transférés à son village natal pour y être inhumés.

## Publications de Rufo Gamazo
- El diablo fuera de juego, Barcelone, Luis de Caralt, 1953, 202 p. (roman).
- Madrid en guerra: una profesión peligrosa. Ciclo de conferencias: El Madrid de la guerra y la posguerra, vol. 12, Madrid, Instituto de Estudios Madrileños, coll. « Aula de cultura. Medios de comunicación social », 2001, 36 p.
- El alcalde Arias Navarro. Ciclo de conferencias: Madrileños del siglo XX. vol. 7, Madrid, Artes Gráficos Municipales, coll. « Administración. 1939-1975 », 2001, 31 p.
- Siempre. La memoria impuesta, Madrid, Artes Gráficas Municipales, 1999, 30 p.
- Mesonero Romanos, costumbrista madrileño. Ciclo de conferencias: Don Ramón de Mesonero Romanos y su tiempo. vol. 7. 1803-1882, Madrid, Imprenta Municipal, 2004, 23 p.
- Madrid 1931-1939: De la alegría del 14 de abril al júbilo del 28 de mars (texte d’une conférence prononcée le 27 janvier 2000), Madrid, Ayuntamiento de Madrid / Área de Cultura, Educación Juventud y Deportes & Instituto de Estudios Madrileños. Consejo Superior de Investigaciones Científicas (CSIC), 2000.